# 加比·伦尼
加布丽埃尔·罗丝·伦尼（英語：Gabrielle Rose Rennie；2001年7月7日—），新西兰女子足球运动员，司职前锋，目前效力于Åland United和新西兰国家女子足球队。她曾代表新西兰参加2020年和2024年夏季奥林匹克运动会女子足球比赛等多场国际赛事。